# Vojens
Vojens es un poblado ferroviario danés perteneciente al municipio de Haderslev, en la región de Dinamarca Meridional.
Tiene 7579 habitantes en 2016, lo que lo convierte en la segunda localidad más importante del municipio tras la capital municipal Haderslev.
Se sitúa 10 km al oeste de la capital municipal Haderslev.